# Zlokucene, Sofia
Zlokucene (în bulgară Злокучене) este un sat în comuna Samokov, regiunea Sofia,  Bulgaria. 

## Demografie
Componența etnică a satului Zlokucene
     Bulgari (97,55%)
     Nicio identificare (2,44%)
     Altele (0%)
La recensământul din 2011, populația satului Zlokucene era de 286 locuitori. Din punct de vedere etnic, majoritatea locuitorilor (97,55%) erau bulgari. Pentru 2,44% din locuitori nu este cunoscută apartenența etnică.